# Christopher J. Walker
Pour les articles homonymes, voir Walker.
Christopher J. Walker, né en juillet 1942 et mort en avril 2017, est un historien britannique.

## Publications
- The Armenians, by David Marshall Lang and Christopher J. Walker, London: Minority Rights Group, MRG Report No. 32, fifth edition, 1987
- Armenia : The Survival of a Nation,  (ISBN 978-0-312-04944-7), 1980;  (ISBN 978-0-312-04230-1), 1990
- Armenia and Karabagh,  (ISBN 978-1-873194-00-3), 1991
- Oliver Baldwin : A Life of Dissent,  (ISBN 978-1-900850-86-5), 2003
- Visions of Ararat (writings on Armenia),  (ISBN 978-1-85043-888-5), 2005
- "At History's Crossroad: The making of the Armenian nation," (The Armenians: From Kings and Priests to Merchants and Commissars) (Book review) Weekly Standard Nov 27, 2006.
- Friends or Foes? The Islamic East and the West, History Today, March 2007, Volume: 57, Issue: 3, Page 50-57